# Rhein-Neckar-Stadion
Het Rhein-Neckar-Stadion is een voetbalstadion in de Duitse stad Mannheim en is gelegen in het stadsdeel Oststadt, dicht bij het Carl-Benz-Stadion van rivaal SV Waldhof Mannheim.
Het stadion is de thuishaven van voormalig landskampioen VfR Mannheim, dat tegenwoordig in de Oberliga Baden-Württemberg speelt (stand 2023/24).